# Agranulocitoză
Agranulocitoza este o boală provocată de reducerea considerabilă a numărului de globule albe cu dispariția polinuclearelor neutrofile și caracterizată printr-o stare infecțioasă gravă și prin leziuni ulceronecrotice, localizate în special în jurul gurii.
Agranulocitoza trebuie deosebită de sindromul agranulocitar, complex de simptome care apare în cursul unor boli ca septicemia, intoxicația cu benzol, cu aur, în manipularea unor substanțe radioactive etc.